# Sammy Lee (műugró)
Sammy Lee (Fresno, Kalifornia, 1920. augusztus 1. – Newport Beach, Kalifornia, 2016. december 2.) kétszeres olimpiai bajnok amerikai műugró.

## Pályafutása
Az 1948-as londoni olimpián toronyugrásban arany-, műugrásban bronzérmes lett. Ő volt az első ázsiai származású olimpiai bajnok az Egyesült Államok képviseletében. Az 1952-es helsinki olimpián toronyugrásban megvédte olimpiai bajnoki címét.

## Sikerei, díjai
- Olimpiai játékok
  - Toronyugrás
    - aranyérmes: 1948, London, 1952, Helsinki

  - Műugrás
    - bronzérmes: 1948, London